# Jon Russell
Pour les articles homonymes, voir Russell.
Jon Russell, né le 9 octobre 2000 à Hounslow en Angleterre, est un footballeur international jamaïcain. Il joue au poste de milieu central au Barnsley FC.

## Biographie

### En club
Né à Hounslow en Angleterre, Jon Russell est formé par le Chelsea FC. Il commence toutefois sa carrière à l'Accrington Stanley, où il est prêté le 2 octobre 2020, pour une saison.
Le 19 juillet 2021, Jon Russell quitte définitivement Chelsea sans y avoir fait la moindre apparition en professionnel, et rejoint Huddersfield Town pour un contrat de deux ans, soit jusqu'en juin 2023. Il est dans un premier temps intégré à l'équipe réserve du club.
Russell joue son premier match avec l'équipe première le 20 novembre 2021, lors d'une rencontre de championnat face à West Bromwich Albion. Il entre en jeu et son équipe l'emporte (1-0 score final).
Le 31 janvier 2023, durant le mercato hivernal, Jon Russell s'engage en faveur du Barnsley FC.

### En sélection
Jon Russell honore sa première sélection avec l'équipe nationale de Jamaïque le 27 mars 2023, lors d'un match face au Mexique. Il entre en jeu à la place de Ravel Morrison et les deux équipes se neutralisent (2-2 score final).